# Національний музей східних мистецтв Ґіме
Національний музей східних мистецтв Ґіме́, (фр. Musée national des Arts asiatiques-Guimet), що раніше називався просто музеєм Ґіме́ (фр. Musée Guimet) — музей мистецтва країн Азії, заснований в 1879 році в Ліоні й 1889 року перевезений до Парижа.

## Історія музею
Промисловець з міста Ліон Еміль Ґіме (фр. Émile Guimet) (1836—1918) спочатку мав намір створити музей, присвячений релігіям Єгипту, Азії, а також античним релігіям. В основу майбутнього музею передбачалося покласти колекцію, зібрану Емілем Ґіме під час його подорожей: він відвідав Грецію, арабський Єгипет, а потім здійснив навколосвітню подорож (1876) із зупинками в Японії, Китаї та Індії.
Він добре приготувався до подорожі — в традиціях освітніх подорожей аристократа. Окрім валіз був узятий і художник, в обов'язки якого входило замальовувати речі і явища, які не підлягали купівлі і вивезенню у Францію (архітектурні споруди, замки, монастирі, краєвиди тощо). Під час перебування в Японії Ґіме невпинно навідувався в крамниці і покинуті монастирі, наполегливо купував картини, гравюри, скульптури, сувої. Він вивіз 300 (триста) картин, 600 (шістьсот) скульптур, 1.000 сувоїв, причетних до різних галузей мистецтва, науки, писемності.
Вперше ця колекція була виставлена в Ліоні в 1879 році. Враховуючи виняткову мистецьку і наукову вартість колекцій Ґіме вже 1889 року її вивезли до Парижа.
Ще за життя Еміля Ґіме музей спеціалізувався на азійському мистецтві. Розділ античних релігій поступово відходить на другий план, його приміщення віддають під корейську колекцію Шарля Вара (фр. Charles Varat), іконографічні зали в 1912 році звільняються під тибетську колекцію Жака Бако (фр. Jacques Bacot). Найдовше з неазійських розділів протримався Єгипетський відділ.
У 1882 році в Парижі відкривається музей Індокитаю на Трокадеро (фр. Musée Indochinois du Trocadéro), що об'єднав колекції експедицій Луї Делапорта (фр. Louis Delaporte) в Камбоджу та Сіам. У 1927 році колекцію музею Індокитаю включено до колекції музею Ґіме.
У 1920—1930 роки музей отримує найбагатші дари від Французького Археологічного Представництва в Афганістані (фр. Délégation Archéologique Française en Afghanistan).
Наприкінці XIX століття Лувр виділяє в департаменті предметів мистецтв розділ Китаю і Японії, що згодом перетворюється в незалежний департамент. Цей департамент проіснував до 1945 року, коли — під час загальної реорганізації французьких музеїв — його колекцію була передано музею Ґіме в обмін на його єгипетську колекцію. Цей обмін зробив паризький музей одним з найбільших і найбагатших у світі музеїв азійського мистецтва.

## Постійна колекція
Музей містить 8 великих колекцій східного мистецтва:
- Мистецтво Афганістану й Пакистану
- Мистецтво Гімалаїв
- Мистецтво Південно-Східної Азії
- Мистецтво Центральної Азії
- Мистецтво Китаю
- Мистецтво Кореї
- Мистецтво Індії
- Мистецтво Японії

### Мистецтво Афганістану і Пакистану

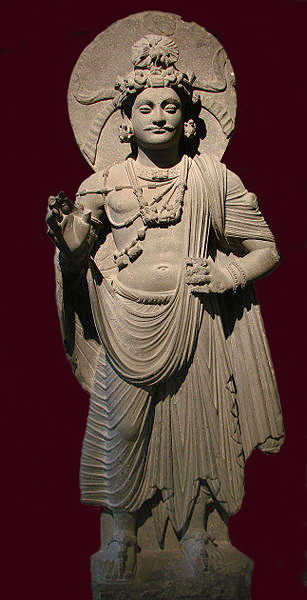
«Бодхісаттва», мистецтво Гандхара, I—III століття

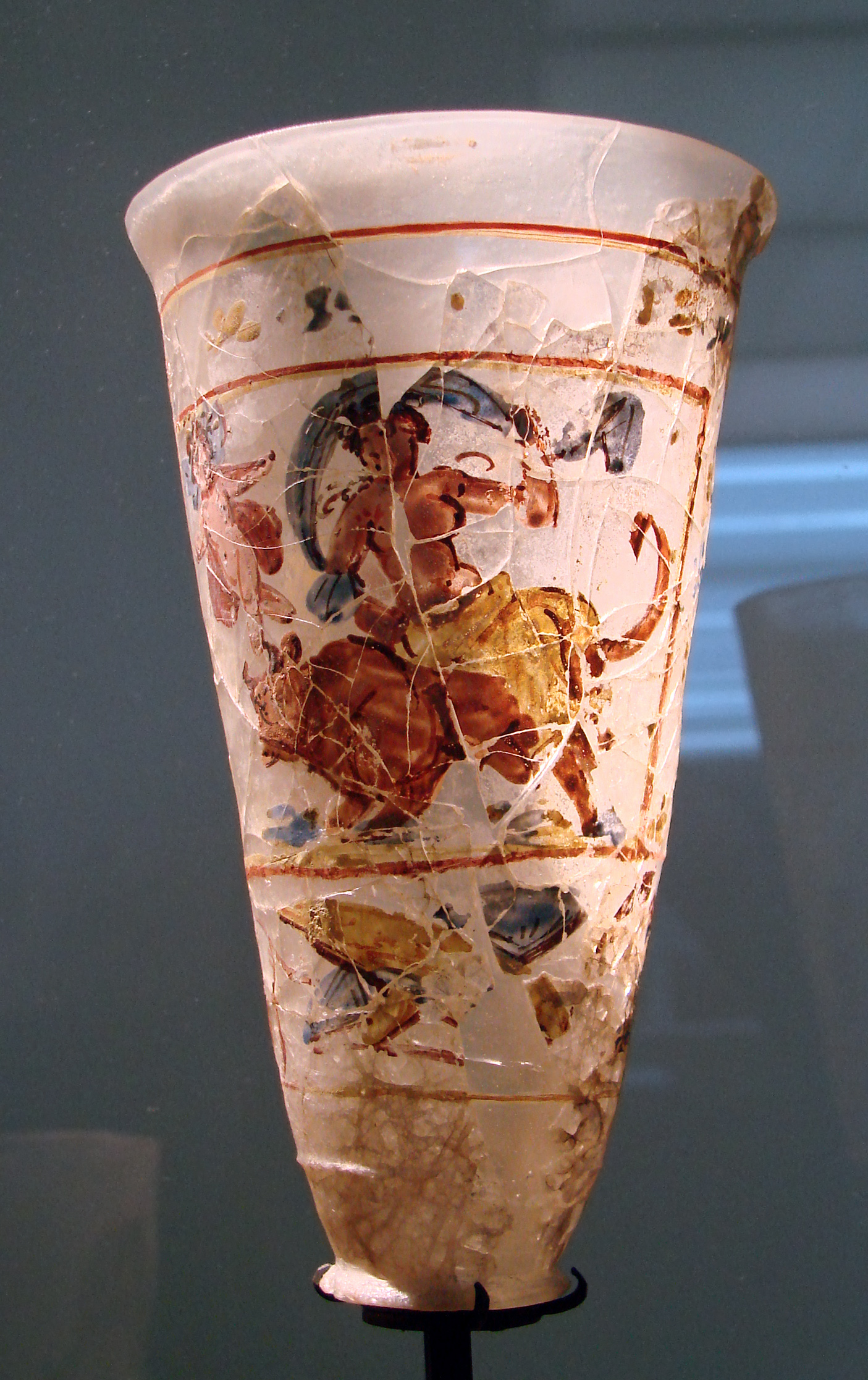
«Викрадення Європи», скарб Баграм, I століття

У 1900 році в Луврі було виставлено сотні об'єктів, вивезених з району Пешавара (нині Пакистан) індійсько-афганською експедицією Альфреда Фуше (фр. Alfred Foucher). У тому числі — яскравий зразок Гандхарського мистецтва — знаменита статуя бодхісатви (на іл. праворуч), успадкована музеєм Ґіме разом з усім департаментом східних мистецтв Лувру.
Гандхарське мистецтво — мистецтво розколу в індуїзмі. Саме в ньому вперше з'являється зображення Будди, саме гандхарська іконографія стає канонічною. Розквіт гандхарського мистецтва припадає на I—III століття — період Кушанського царства, який обіймав територію від півночі Індії до Паміру. Змішання культур трьох цивілізацій — індійської, греко-римської та китайської — було підтверджене виявленням скарбу Баграма, що містив у собі типово Матхурські твори зі слонової кістки, греко-римський посуд і лаковані дерев'яні предмети часів династії Хань. Скарби Баграма також зберігаються у музеї Ґіме.
У 1922 році французький і афганський уряди підписують угоду, за якою створюється Французьке Археологічне Представництво в Афганістані. Під керівництвом Жозефа Акена (фр. Joseph Hackin) делегація проводить розкопки в районі Кабула, в ході яких, зокрема, було виявлено стела «Велике диво Будди» (назва стели відсилає до легенди з життя Будди, в якій розповідається про поєдинок чудес між буддистами і «єретиками»).

### Мистецтво Гімалаїв

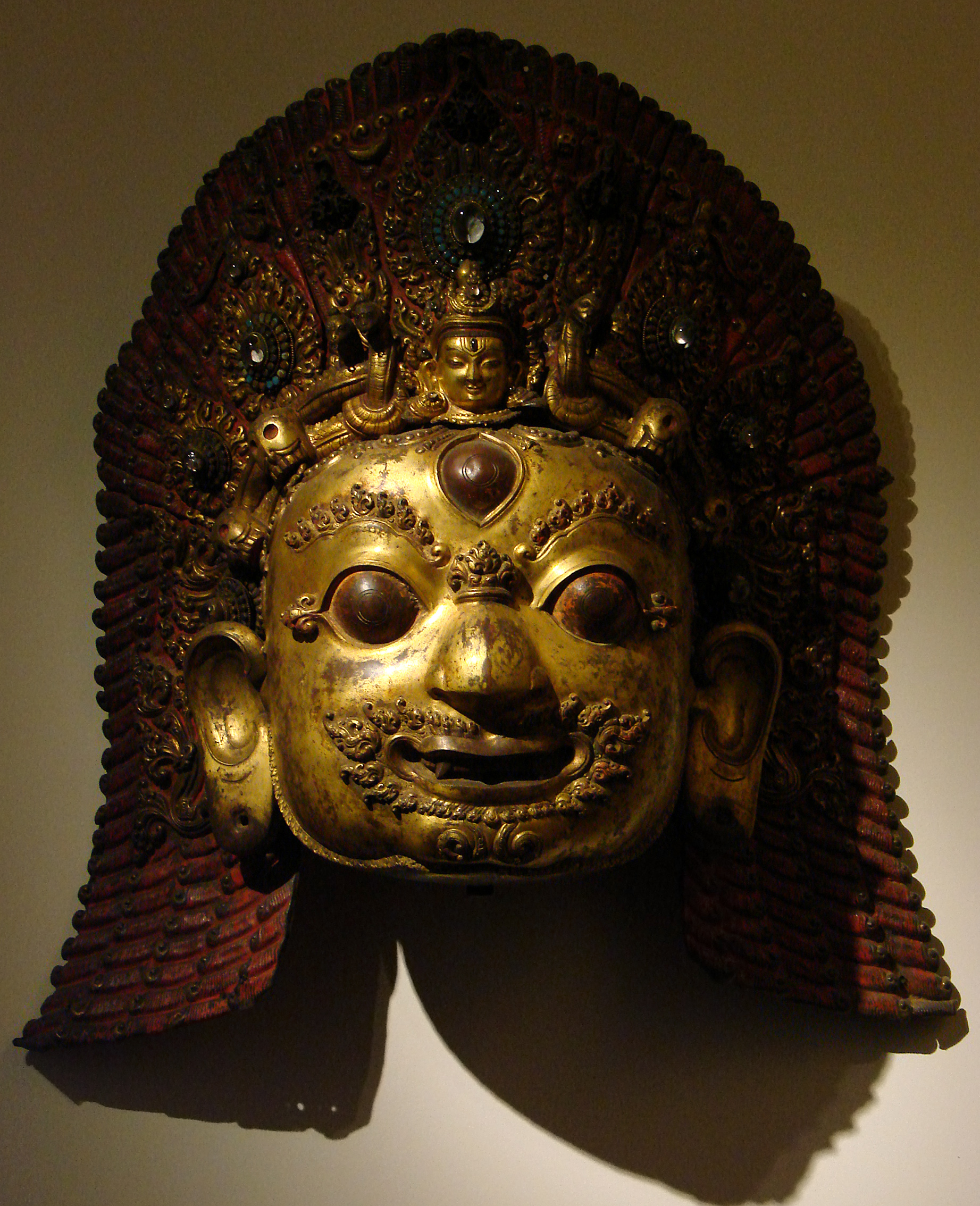
Маска Бхайрава, Непал, кінець XVI-початок XVII століття

Ще в 1879 році Еміль Ґіме виставляв в Ліоні декілька предметів ужитку тибетських лам, що склали початок колекції мистецтва Гімалаїв. Сьогодні розділ містить близько 1 600 предметів мистецтва.
У 1912 році східно-тибетська експедиція Жака Бако привозить до музею Ґіме значну кількість картин і бронзових виробів XVIII—XIX століть. Тибетське мистецтво цієї епохи знаходилося під сильним впливом Китаю, і до недавнього часу в музеї було представлено тільки ця доволі кітаїзована спадщина Тибету. Лише недавні придбання дозволили розширити панораму мистецтва Гімалаїв, включивши, зокрема, в експозицію безліч предметів питомо непальського мистецтва.
Маска Бхайрава (на іл. праворуч) — один з предметів непальського мистецтва, виставлених у музеї Ґіме. Такого роду маски знаходилися біля підніжжя храмів під час свят Бхайрави та Індри, що проходять в Катманду в кінці вересня. Техніка, в якій виконана маска, є продовженням індійської скульптурної традиції, що розповсюдила свій вплив на всі Гімалаї, підтверджуючи таким чином тісний зв'язок культури мешканців Катманду з сусідньою Індією.

### Мистецтво Південно-Східної Азії

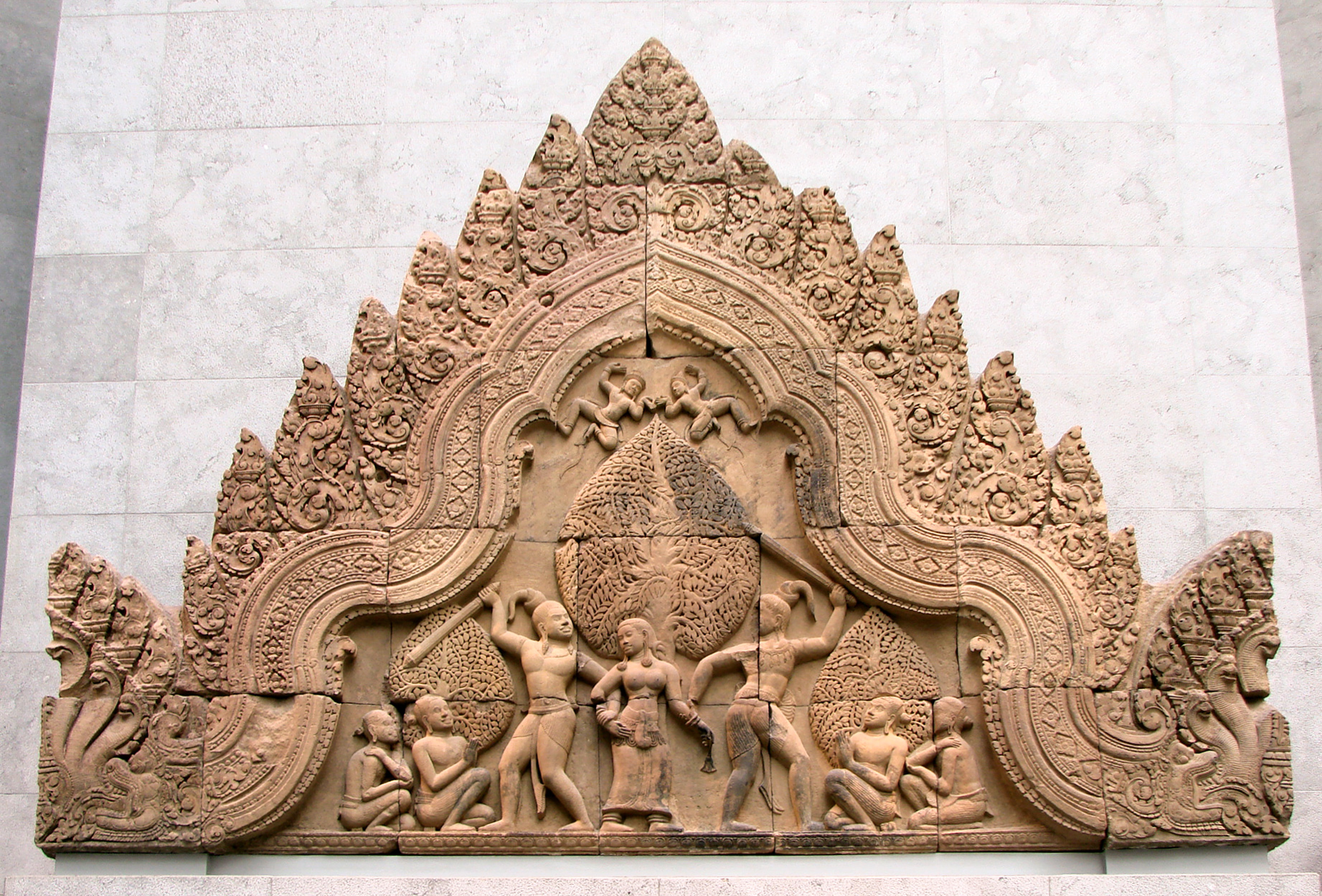
Фронтон храму в Бантеай Срей, бл. 967 р., Камбоджа

Відділ мистецтв Південно-Східної Азії було створено в кінці 1920-х років через злиття двох колекцій кхмерського мистецтва: колекції Еміля Ґіме (у тому числі набутки експедиції до Камбоджі Етьєна Еймон (фр. Etienne Aymonier) та колекції музею Індокитаю на Трокадеро.
Аж до 1936 року колекція поповнювалася дарами Французького інституту Далекого Сходу (фр. Ecole française d'Extrême-Orient), серед них такі експонати, як фронтон храму в Бантеай Срей (на іл. ліворуч). Горельєф фронтону, що відтворює епізод Махабхарати, в ході якого два демони-асури Сунде та Упасунда б'ються за володіння німфою-апсарою Тілоттамою, створеною богами навмисне щоб посварити двох братів і відновити мир на землі. Стиль Бантеай Срей дуже відрізняється від традиційного кхмерського мистецтва, надто кодифікованого й безособового.

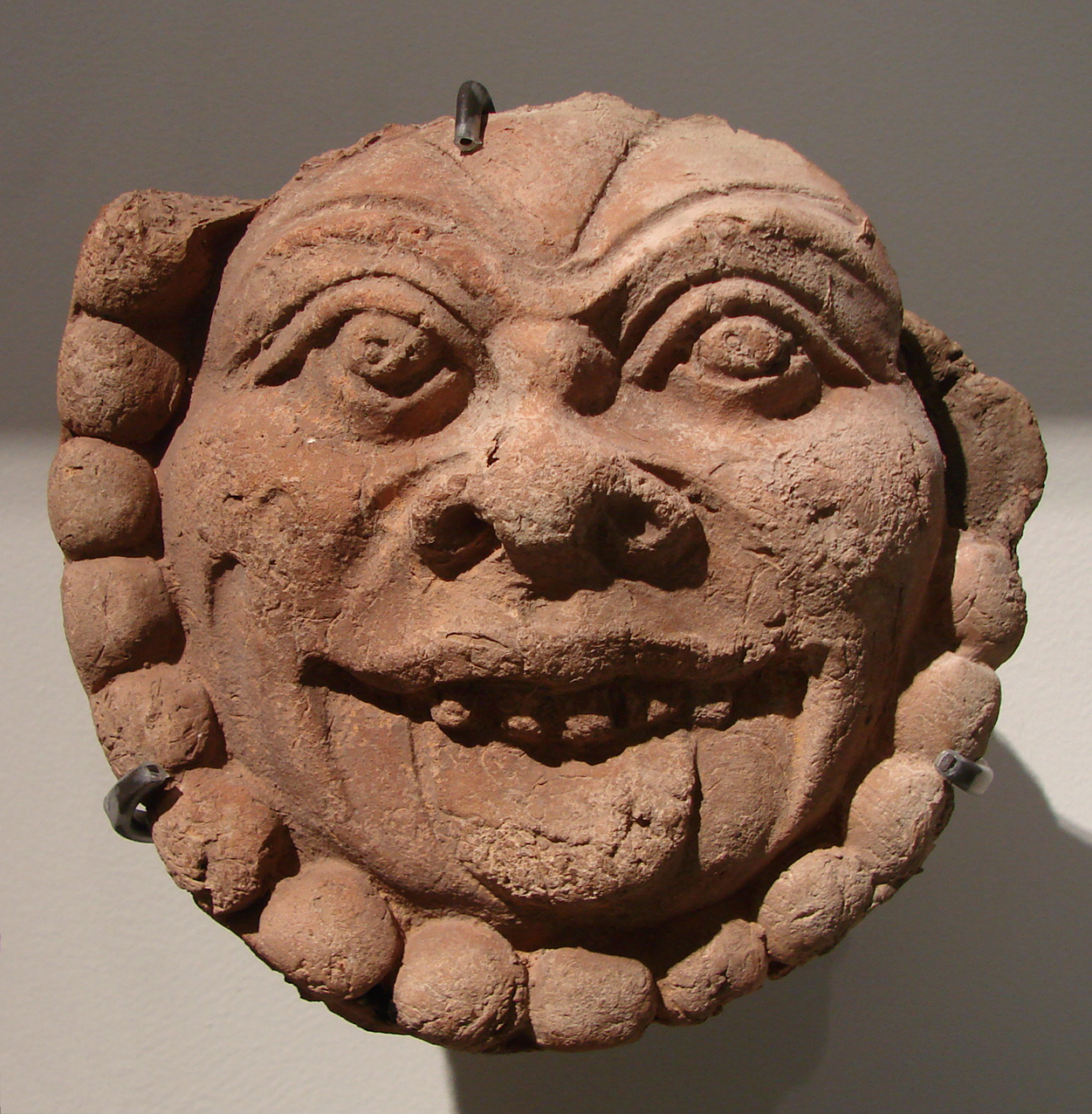
Маска, глина, кінець VI-початок VII століття, Сіньцзян

Надзвичайно багата колекція кхмерських скульптур, яка немає рівної в західному світі, ілюструє історію кхмерського мистецтва від його зародження до наших днів. Крім кхмерської колекції (Камбоджа і індійська частину В'єтнаму) відділ Південно-Східної Азії представляє твори мистецтва з Таїланду, Індонезії, китайської частини В'єтнаму, Бірми та Лаосу.

### Мистецтво Центральної Азії
Сухий клімат Центральної Азії уможливив збереження унікальних манускриптів та картин буддистської культури цього регіону. Французькі археологи — Дютрей де Рен (фр. Dutreuil de Rhins), Поль Пеллі і Жозеф Акан — багато працювали на розкопках міст Шовкового Шляху — культурних центрів епохи.
У музеї представлені глиняні статуї монастирів Кучі (на іл. праворуч) — частково обпалена пожежею маска Маскарона), дві з половиною сотні манускриптів з Печер Могао і безліч інших творів, що дають повне уявлення про буддистське мистецтво Центральної Азії.

### Мистецтво Китаю

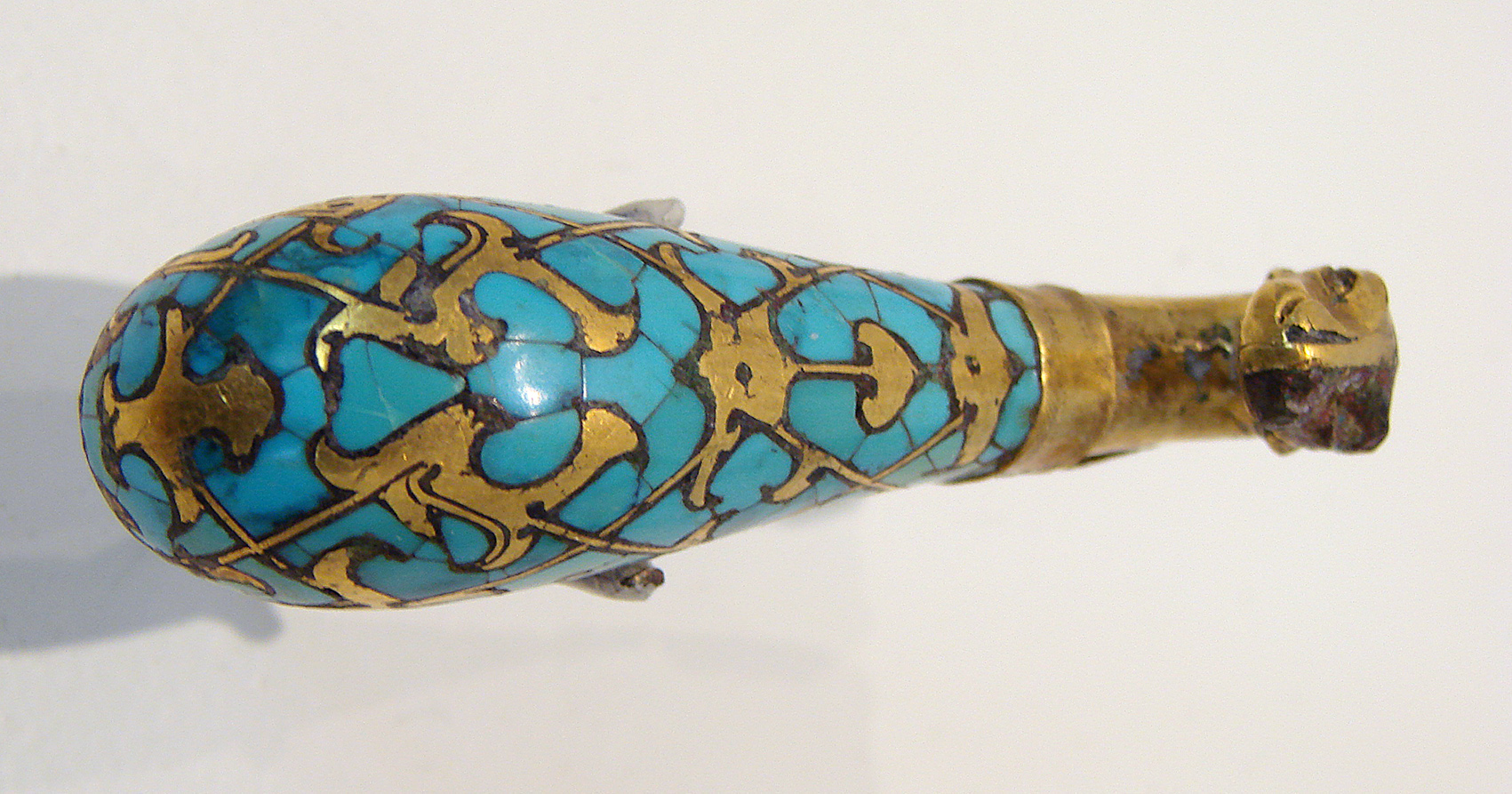
Брошка з головою барана; бронза, срібло, золото, бірюза; IV—III століття до н. е.

Китайська колекція музею Ґіме складається з більш ніж 20 000 предметів. Нефритові й керамічні вироби неоліту, бронза династій Шан та Чжоу, статуетки, збруя, бронзові дзеркала й шпильки, монети й лаковані декоративні шкатулки — експонати музею Ґіме охоплюють 7 тисячоліть китайського мистецтва: від його зародження до XVIII століття.

### Порцеляна Китаю

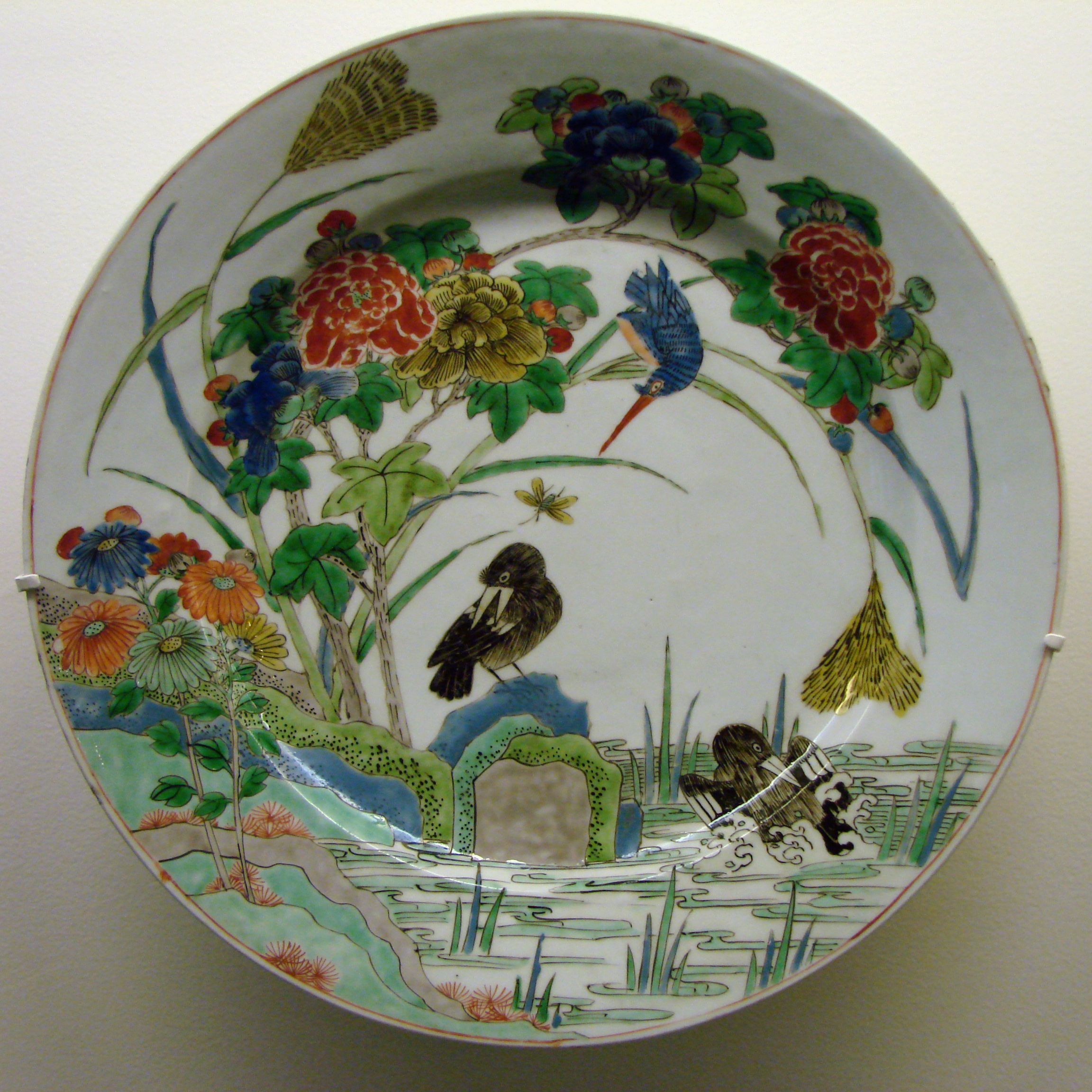
Таріль період Канхі, птахи і квіти.

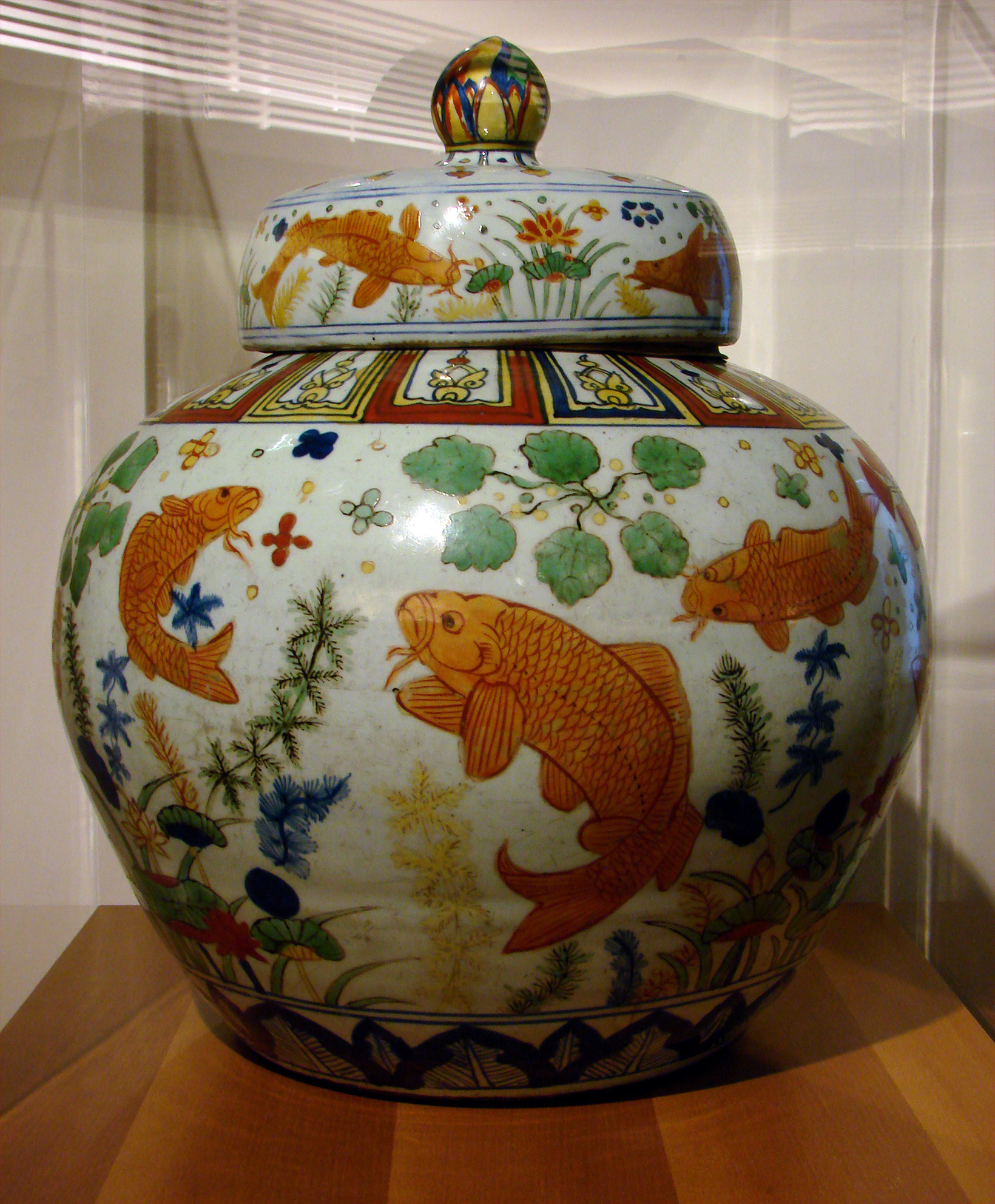
ваза з золотими рибками 16 ст.

Більше 10 000 предметів нараховує колекція китайської кераміки. Якщо випалити вироби з глини при температурі 500 чи 1130 градусів за Цельсіем, то отримаєм фаянс. Порцеляна потребує інших домішок і вищої температури опалення — 1280 градусів за Цельсіем. а вироби після опалення стають склоподібними. Китай подарував навіть назву глини, з якої виробляли порцеляну. Це гора Гаолін біля міста Джиньдеджень. Від назви гори — назва каолін.
Саме з міста Джиньдеджень Ост-Індська компанія почала вивозити великі партії китайської порцеляни і познайомила з нею Європу. Почалося шалене захоплення цими виробами, що викликало цілу низку європейських імітацій — порцеляна Делфта, м'яка порцеляна Медичі тощо. Лише на початку 18 століття в Саксонії виробили власну європейську порцеляну, рівну і кращу за порцеляну Китаю.
Представлені практично всі відомі китайські виробники порцеляни й фаянсу (селадон, санкай, порцеляна рожевої і зеленої родини тощо). За колекцією музею можна простежити розвиток технології виробництва кераміки, зміни пануючого в імперії смаку в кожну з епох.
У музеї також представлені вироби з цінних порід дерева і тисячі картин та ілюстрацій від династії Тан до династії Цін.
Див. також
сайт колекції Грандідье (фр. Grandidier) — колекції китайської кераміки музею Ґіме.

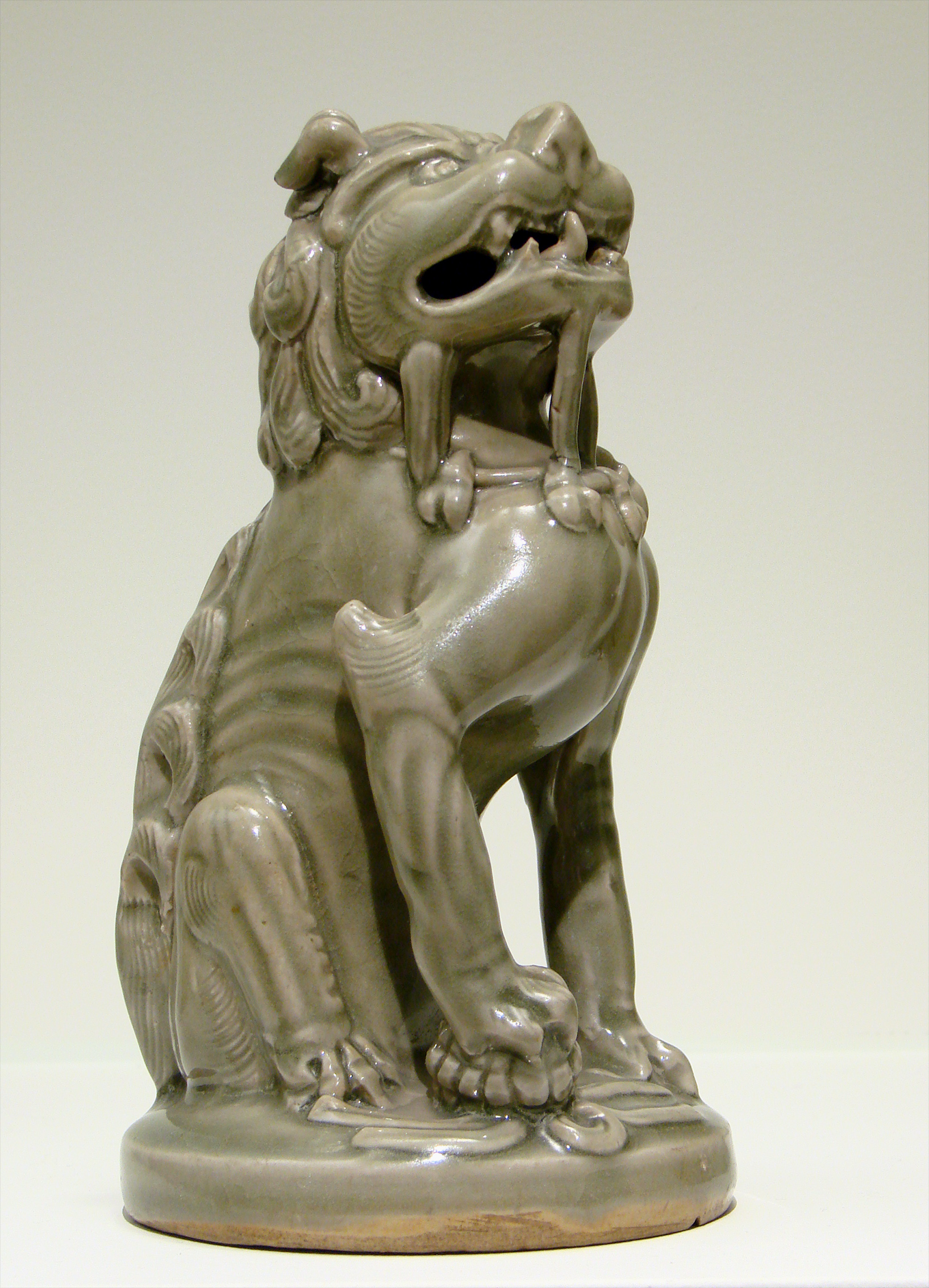
Охоронець храму, селадон 12 століття
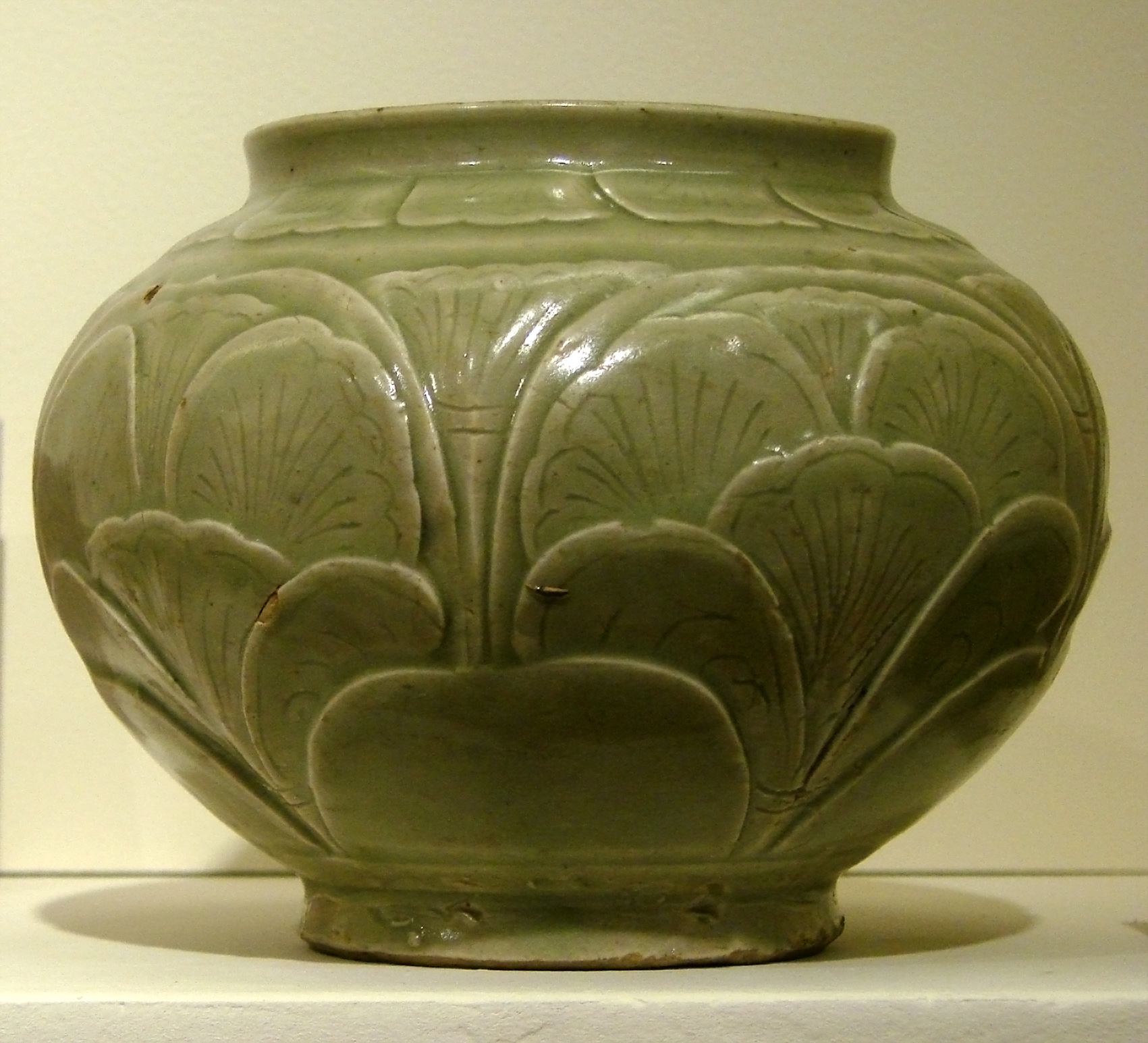
Ваза, селадон 11 ст.
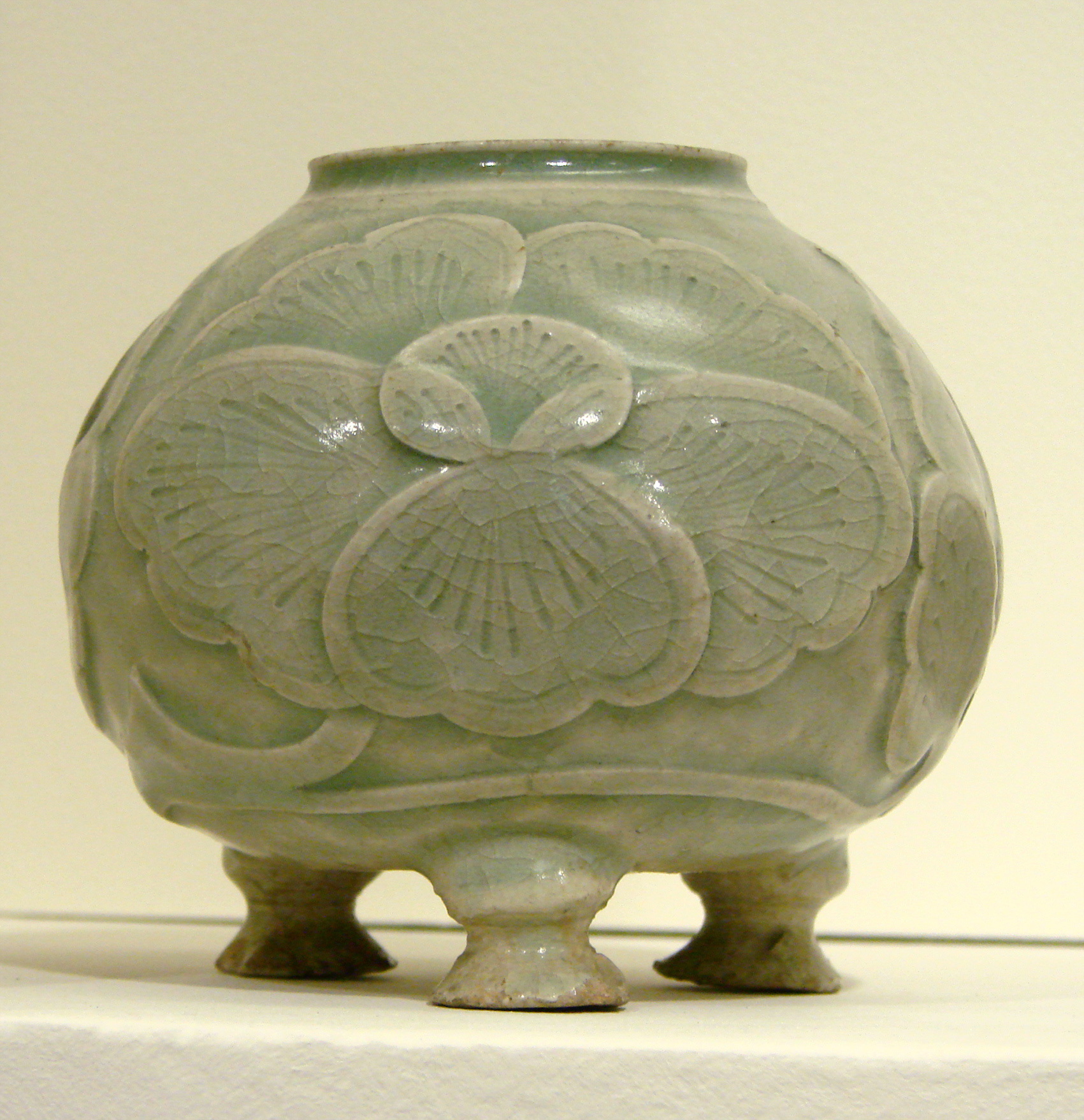
Келих на трьох ногах, селадон 10 ст.
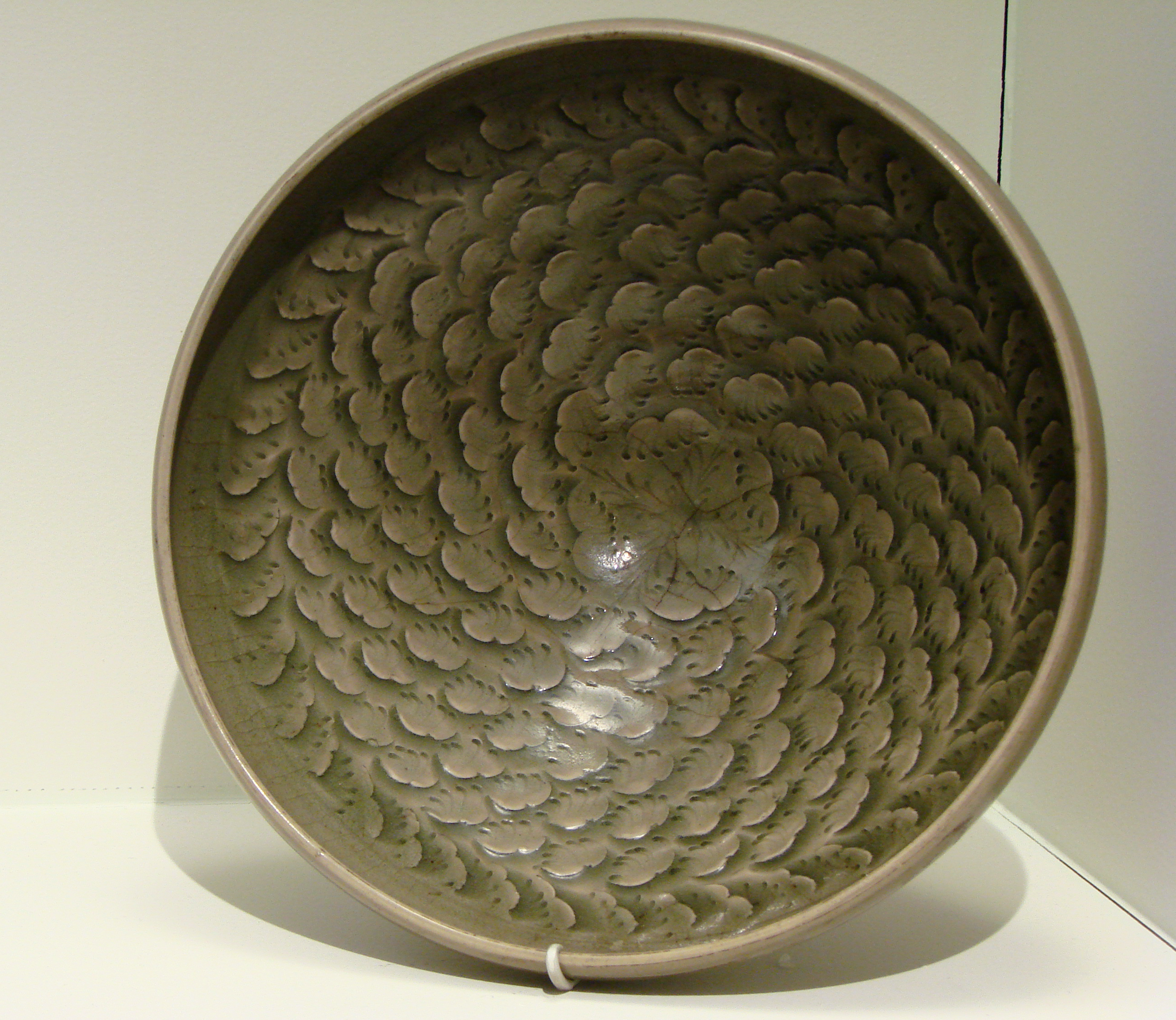
таріль, селадон 11-12 ст.
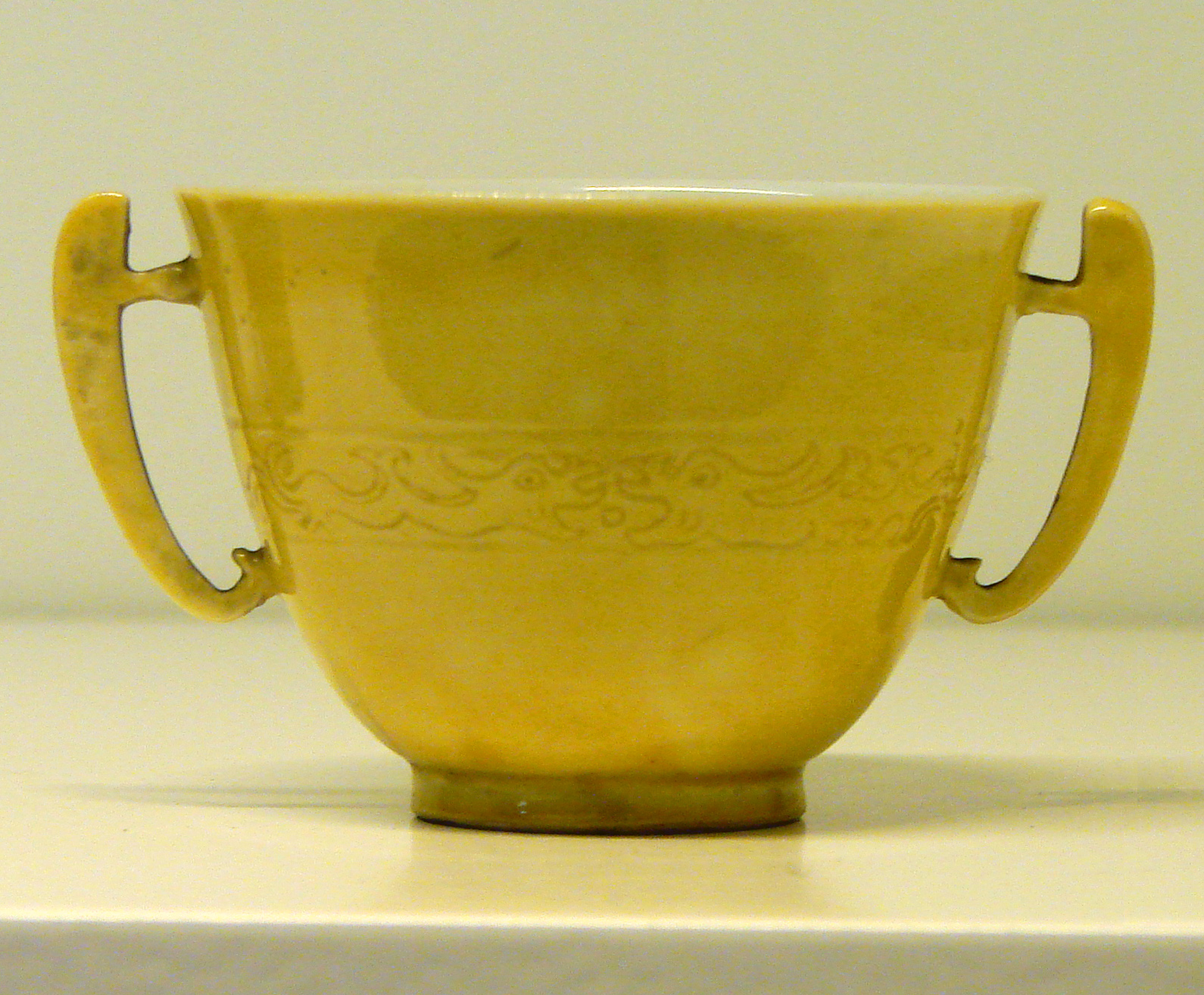
порцеляновий келих 17 ст.
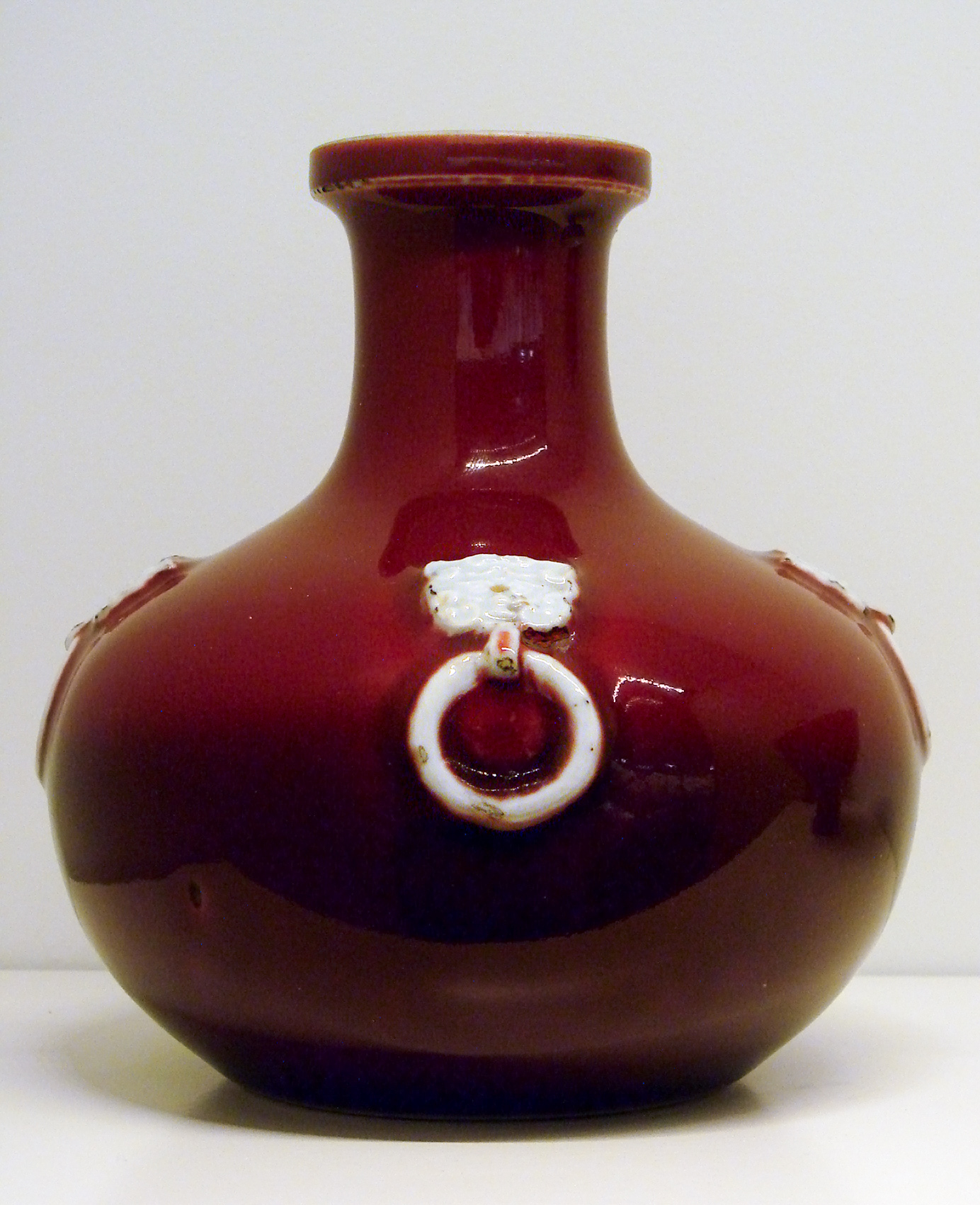
порцелянова пляшка 1735 р.
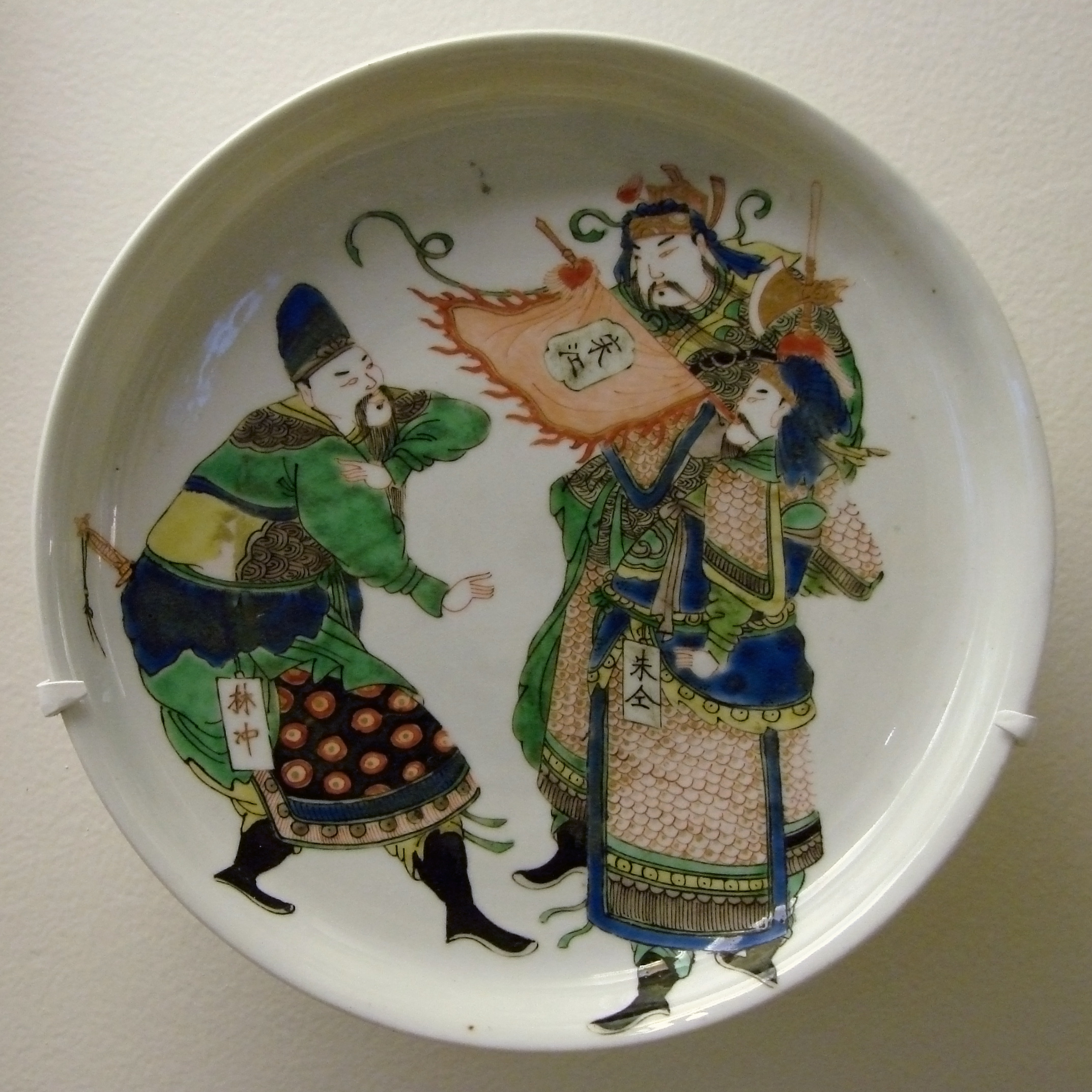
міфологічна сцена 18 ст.
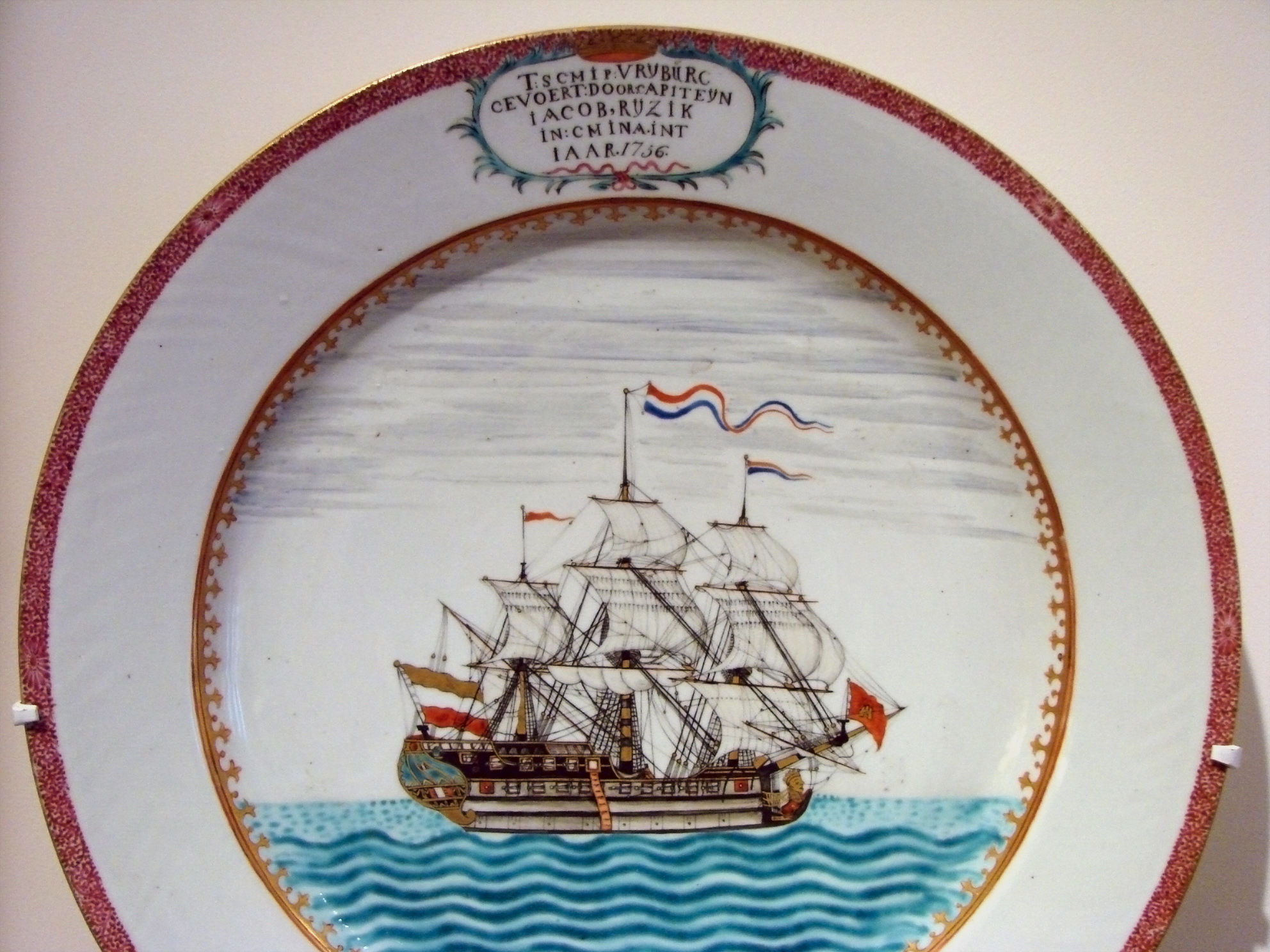
таріль з голландським вітрильником 18 ст.

### Мистецтво Кореї

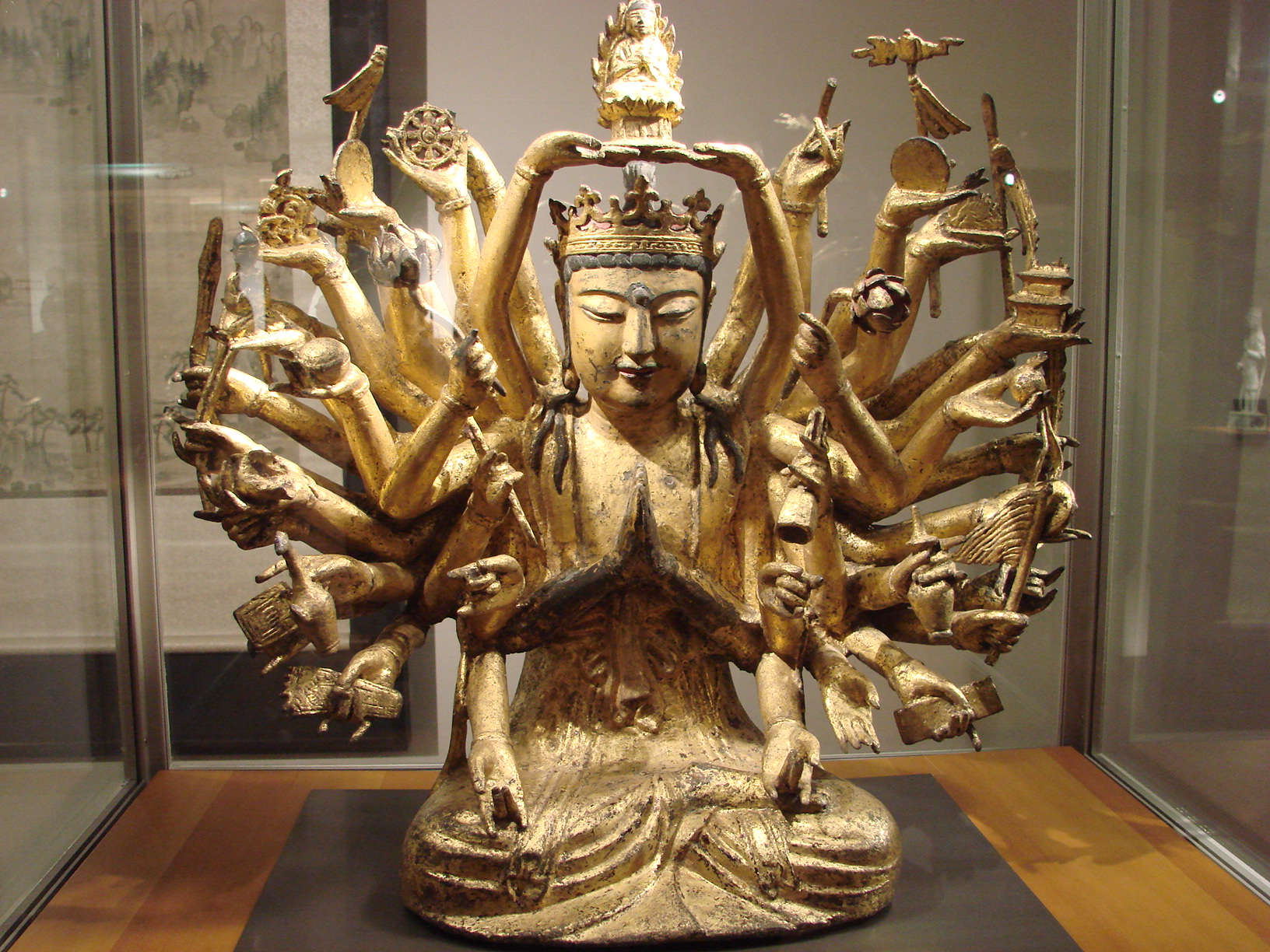
Тисячорукий Авалокітешвара; залізо, X—XI століття; Корея

Корейська колекція музею бере початок з експедиції Шарля Вара 1888 року. Довгий час Корея була закрита для іноземців, і привезена експедицією колекція вперше дозволила європейцям ознайомитися з корейським мистецтвом. У 20-30-ті роки XX століття корейська колекція тимчасово переноситься з виставкових залів музею, поступаючись місцем японської колекції, що постійно розширюється. Але вже після Другої світової війни колекція повертається до залів, збагачена колекцією золота Сілли, подарованої музею Артюром Саш (фр. Arthur Sachs).
У наступні роки колекція корейського мистецтва постійно поповнювалася, в 1980-х роках площа, відведена під корейську колекцію збільшується до 69 м ², а ще через 20 років — до 360 м ². Колекція містить сьогодні близько 1 000 предметів, що охоплюють практично всю історію Кореї.
Одне з недавніх придбань музею — колекція бронзи епохи Корьо, серед експонатів якої — «тисячорукий Авалокітешвара» (на іл. праворуч).

### Мистецтво Індії

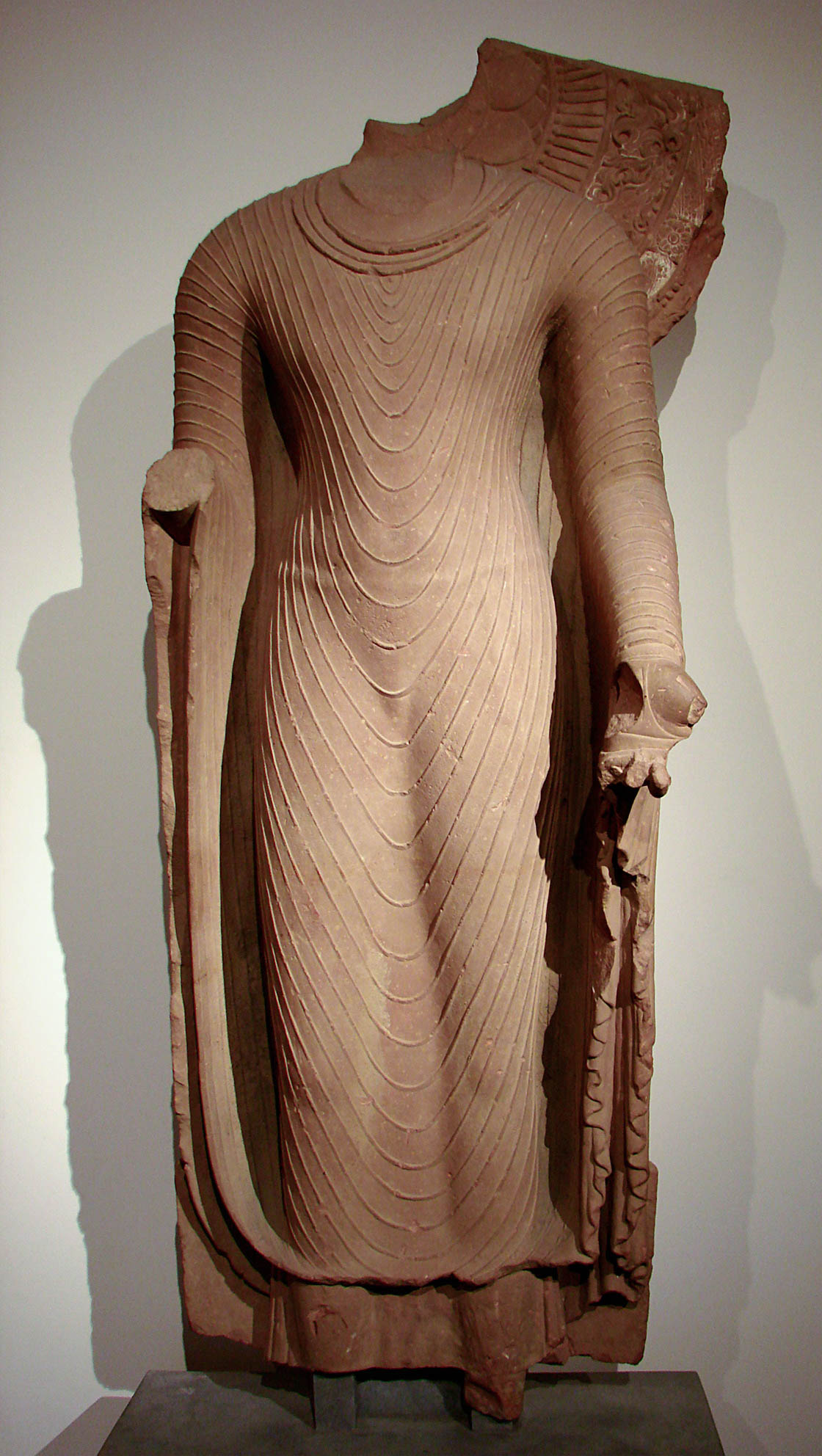
Торс Будди; початок VI століття; Уттар-Прадеш

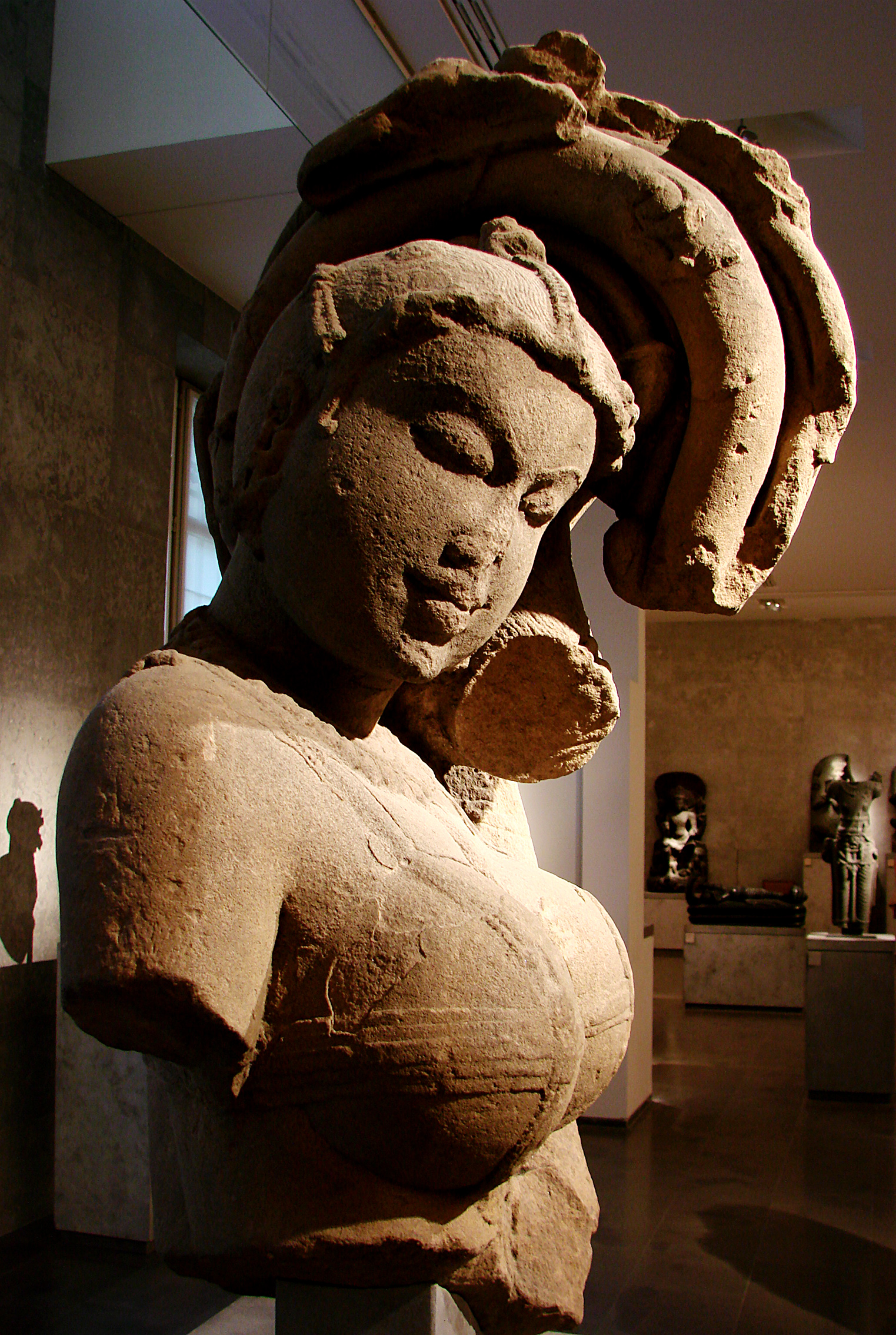
Жіноче погруддя; X—XI століття; Мадхья-Прадеш

Музей Ґіме має велику колекцію індійських скульптур (глина, камінь, бронза, дерево), що датуються від III тисячоліття до н. е. до XVIII—XIX століть нашої ери, а також колекцією індійських картин і мініатюр XV—XIX століть.
Серед скульптур індійської колекції можна виділити торс Будди (на іл. ліворуч) — типовий представник Матхурської школи періоду династії Гупта. Будда зображений анфас, тіло абсолютно симетричне. Навколо голови колись красувався німб, залишки якого можна бачити над лівим плечем Будди. Права рука — що також не дійшла до наших днів — швидше за все висловлювала жест абхая-мудра, що символізує відсутність страху.
Традиційно стіни храмів прикрашалися безліччю таких статуй другорядних божеств: девата (фр. devatâ), догоджали богам своєю присутністю, і шалабханіжка (lang-fr|shâlabhanjikâ) (на іл. праворуч), що символізують родючість.

#### Колекція текстилю
Музей Ґіме має в своєму розпорядженні також унікальною колекцією індійського текстилю. Велику частину цієї колекції було зібрано Крішною Рибу (фр. Krishnâ Riboud), який заснував у 1979 році на Асоціацію Вивчення Азійського Текстилю (фр. Association pour l'Etude et la Documentation des Textiles d 'Asie). У 1990 році Рибу дарує частину своєї колекції музею Ґіме, а в 2003 році вся колекція (близько 4000 об'єктів текстилю, малюнків, документів та інших предметів, пов'язаних з виробництвом текстилю в Індії) було передано музею Ґіме.
У колекції представлені предмети, що охоплюють період від V століття до н. е. до наших днів. Представлено всі регіони Азії й практично всі відомі техніки текстильного виробництва.

### Мистецтво Японії

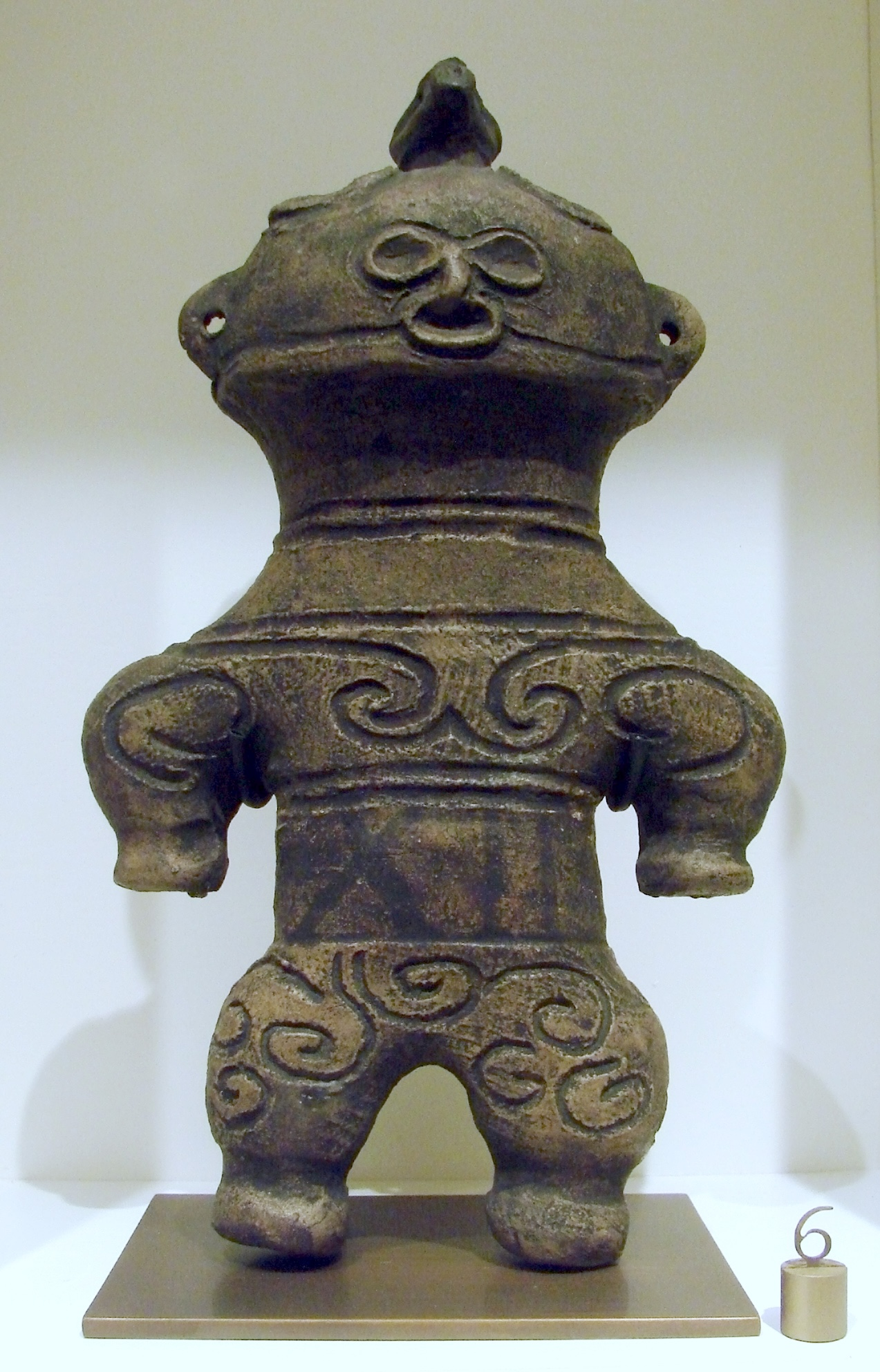
Догу «в лижних окулярах»; 1000—300 рр. до н. е.

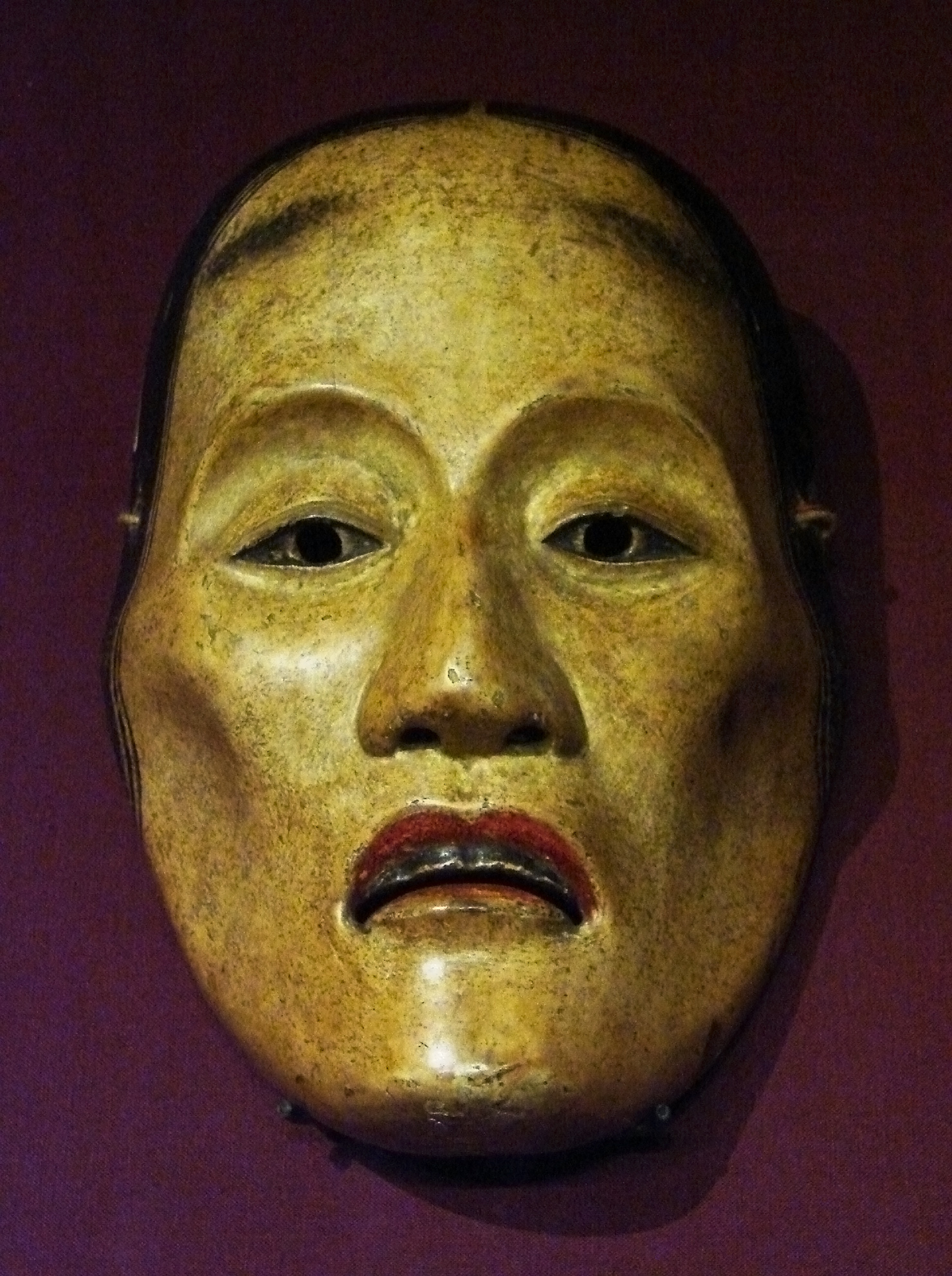
Лакована маска Но епохи Едо.

Японська колекція музею Ґіме, яка налічує близько 11 000 експонатів, представляє широку панораму японського мистецтва від його зародження в III—II тисячоліттях до н. е. до початку епохи Мейдзі (1868 рік).
Велика кількість глиняних скульптур та ваз свідчить про розвиток буддистського мистецтва в Японії. Серед них вирізняється Догу «в лижних окулярах» (на іл. праворуч), ім'я якого відсилає до форми його горизонтально приплюснуті очей — їхня форма нагадує традиційний ескімоський захист очей від зайвих променів сонячного світла, що відбиваються від снігу .
Порожні глиняні фігури Догу випалювалися при досить низькій температурі — 800 °C. Наразі використання Догу достеменно невідоме. Більшість цих фігур було знайдено в похованнях недалеко від сіл. Зазвичай Догу розбивалися перед закопуванням, що дозволяє зробити припущення про їхню захисну функцію. Жіноча фігура Догу робить також можливою гіпотезу про використання їх в культах родючості.
Пік виготовлення Догу припадає на кінець періоду Джьомон на півночі Хонсю. Починаючи з періоду Яйой культура Догу занепадає.
У музеї представлено також картини на шовку VIII—XV століть. Об'єкти XIX—XX століть — каліграфія (kakemono, makimono), віяла, а також близько 3 000 естампів — показують світську сторону японського мистецтва. У колекції знаходяться також лаковані й керамічні предмети, у тому числі сервізи для чайної церемонії, вироби зі слонової кістки (нецке), шаблі й піхви, а також інші предмети декоративно-ужиткового мистецтва Японії.
Мистецтво Японії взагалі розвивалось особливим шляхом, іноді не маючи прямих аналогів з етапами розвитку мистецтв у Західній Європі. Так, в мистецтві Японії дуже мало фресок чи монументального стінопису. Цю роль узяли на себе розмальовані ширми. Тому вивчення стінопису Японії — це часто вивчення залишків стінописів в монастирях та вивчення і збереження середньовічних ширм.

## Буддистський Пантеон

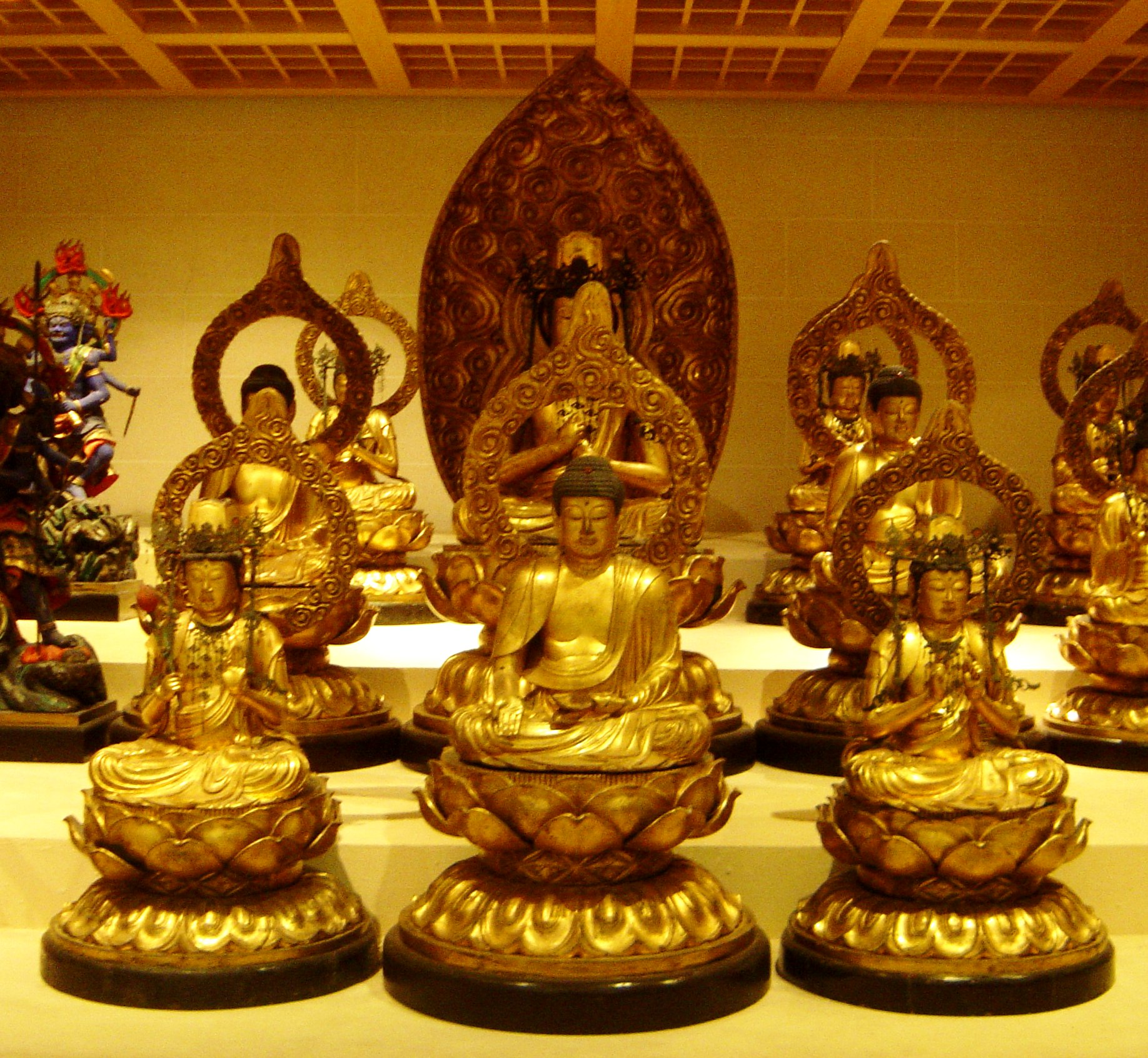
Буддистський Пантеон

Частина експозиції музею розташовується в так званому «буддистському Пантеоні» (фр. Panthéon Bouddhique) — особняку Альфреда Гейдельбаха (Alfred Heidelbach), що був придбаний державою в 1955 році, відреставрований і переданий музею в 1991 році. У Пантеоні виставлено частину первісної японської колекції Еміля Ґіме.
Адреса Пантеону: 19 avenue d'Iéna, 75116 Paris.

## Музей Еннрі
У музеї Еннрі (фр. Musée d'Ennery) зберігається східна колекція мадам Клеманс Еннрі. Більшість колекції відноситься до XVII—XIX століть. Урочиста інавгурація музею відбулася 27 травня 1908 року, з 2004 року музей є частиною Музею Ґіме.
Адреса музею: 59 avenue Foch, 75116 Paris. З 2008 року музей Енрі закрито на реконструкцію на невизначений період.

## Практична інформація
Музей розташований в XVI окрузі Парижа, найближчі станції метро — Iéna, Trocadéro і Boissière.
Музей відчинений щодня крім вівторка й святкових днів.
Години роботи: з 10:00 до 18:00.